# Тукан (награда)
Литературната награда „Тукан“ (на немски: Tukan-Preis) е учредена през 1965 г. от град Мюнхен, столицата на провинция Бавария, и се присъжда ежегодно „за изтъкната като език, форма и съдържание нова литературна творба на писател или писателка от Мюнхен“.
Паричната премия е в размер на 6000 €.

## Носители на наградата (подбор)
- Криста Райниг, Танкред Дорст (1969)
- Хайнц Пионтек, Мартин Грегор-Делин (1971)
- Куно Ребер (1973)
- Волфганг Бехлер (1975)
- Карл Амери (1979)
- Михаел Крюгер, Барбара Кьониг (1983)
- Херберт Ахтернбуш (1989)
- Гюнтер Хербургер (1991)
- Хелмут Краусер (1993)
- Ернст Аугустин (1996)
- Уве Тим (2001)
- Дагмар Лойполд (2013)
- Йонас Люшер (2017)